# Marilia flexuosa
Marilia flexuosa is een schietmot uit de familie Odontoceridae. De soort komt voor in het Neotropisch en het Nearctisch gebied.